# Kreiselinstrument

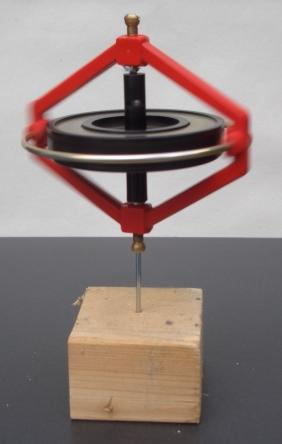
Einfacher Kreisel

Ein Kreiselinstrument, auch Kreiselstabilisator oder Gyroskop (griechisch γύρος gyros, deutsch ‚Drehung‘ und σκοπεῖν skopein ‚sehen‘) genannt, ist ein rasch rotierender, rotationssymmetrischer Kreisel, der sich in einem beweglichen Lager dreht. Das Lager kann eine kardanische Aufhängung sein oder ein Rahmen in Form eines Käfigs (siehe Abbildung). Aufgrund der Drehimpulserhaltung weist der Kreisel ein hohes Beharrungsvermögen gegenüber Lageänderungen im Raum auf. Wird die Drehgeschwindigkeit zwischen Kreisel und Käfig gemessen, spricht man von einem Gyrometer. Gyroskope werden als Navigationsinstrumente sowie zur aktiven Lageregelung eingesetzt, insbesondere in der Luft- und Raumfahrt. Bei der Lageregelung von Raumflugkörpern wie Satelliten wird ausgenutzt, dass das Gesamtsystem aus Raumflugkörper und Gyroskop seinen Drehimpuls beibehält und somit durch Drehimpulsübertragung zwischen beiden die Lage gesteuert werden kann.
Aktuell wird der Begriff Kreisel oder Gyro in übertragender Weise für eine Vielzahl von Drehratensensoren verwendet, die keine Kreisel enthalten, aber den gleichen Zweck erfüllen wie ein tatsächliches Kreiselinstrument.

## Geschichte
Das Gyroskop wurde 1810 von Johann Gottlieb Friedrich von Bohnenberger, Professor für Physik, Mathematik und Astronomie an der Universität Tübingen, erfunden; ein Exemplar wurde 2004 von Alfons Renz, Privatdozent an der Biologischen Fakultät der Eberhard Karls Universität Tübingen, im Kepler-Gymnasium Tübingen wiederentdeckt. 1852 hat Léon Foucault das Gyroskop bis zur Konstruktion und Fertigung des Kreiselkompasses weiterentwickelt, wobei das erste Gyroskop von 1810 als Idee nicht unterscheidbar ist und wesentliche Grundlage zur Erfindung des Kreiselkompasses im Jahr 1852 war.
Die Universität Stuttgart hat ab 1961 auf Initiative von Kurt Magnus eine historische Sammlung mit technischen Kreiselgeräten aufgebaut und deren Exponate seit 2017 im Rahmen des Forschungsprojekts „Gyrolog“ digitalisiert.

## Physikalische Prinzipien
Ein Kreiselsystem lässt sich als abgeschlossenes System ansehen, dessen Drehimpuls konstant bleibt. Versucht eine äußere Kraft die Drehachse des Kreisels zu kippen, resultiert ein zur Kraft senkrechtes Drehmoment, dem sich der Drehimpuls nach der Regel vom gleichsinnigen Parallelismus anzugleichen strebt. Der Drehimpuls kippt rechtwinklig zur angreifenden Kraft. Die Drehachse ist über den Trägheitstensor an den Drehimpuls gekoppelt, weswegen die Kreiselachse dem Drehimpuls folgt und ihn dabei auf engem Kegel umläuft, siehe Drallstabilisierung. Der Gyroskopische Effekt ist unter anderem vom Spielzeugkreisel bekannt, dessen Achse durch die ihn kippen wollende Schwerkraft entlang eines Kegelmantels präzediert. Der Öffnungswinkel des Kegels ist beim symmetrischen Kreisel umgekehrt proportional zum Quadrat der Drehzahl und des Verhältnisses des axialen zum äquatorialen Hauptträgheitsmoment des Kreisels.

## Messprinzipien

Kreiselinstrument in Bewegung (rot: Kreiselachse, grün: Achse äußere Kraft, blau: Achse Ergebnis)

Daher sind am Kreisel folgende Messprinzipien möglich:
1. Die Stabilität der Kreiselachse: Ein frei laufender, symmetrischer Kreisel hat das Bestreben, die Richtung seiner Drehachse im Inertialraum beizubehalten. – Ein Bezug der Lage ist gegeben
2. Die Präzession: Versucht eine äußere Kraft, die Achsenrichtung eines laufenden Kreisels zu ändern, so folgt die Kreiselachse nicht der Angriffsrichtung dieser Kraft, sondern weicht rechtwinklig zu ihr im Sinne der Kreiseldrehung aus. – Äußere Kraft und Präzession stehen in direktem Zusammenhang, eine Lageänderung wird messbar

Die zwei Gesetzmäßigkeiten sind die Grundlage aller Kreiselinstrumente: Der 1. Satz ist eine Folge der Massenträgheit, der 2. Satz eine Folge des Drallsatzes (Satz vom Drehimpuls).
In einem abgeschlossenen System bleibt neben dem Gesamtimpuls auch der Drehimpuls erhalten. Stabilität und Präzession nehmen mit dem Drehimpuls des Kreisels zu.
Die Wirkung wird auch als richtungshaltender Kreisel bezeichnet; wichtige technische Anwendungen sind der künstliche Horizont und der Kurskreisel der Luftfahrt. In der Praxis bewirkt jede kleinste Unwucht ein langsames Auswandern der Kreiselachse (Kreiseldrift), was durch bestimmte Maßnahmen mehr oder weniger reduziert werden kann.
Die Präzession wird in noch breiterem Ausmaß angewandt: u. a. als Stellgröße bei Aufgaben der mechanischen Stabilisierung, beim Kreiselkompass der Nautik bzw. beim Vermessungskreisel (richtungssuchender bzw. nordsuchender Kreisel), oder für den Instrumentenflug beim Wendezeiger.

## Technische Anwendungen
Weitverbreitet sind Kreiselinstrumente in der Verkehrstechnik, insbesondere zur Orientierung und zur Navigation.

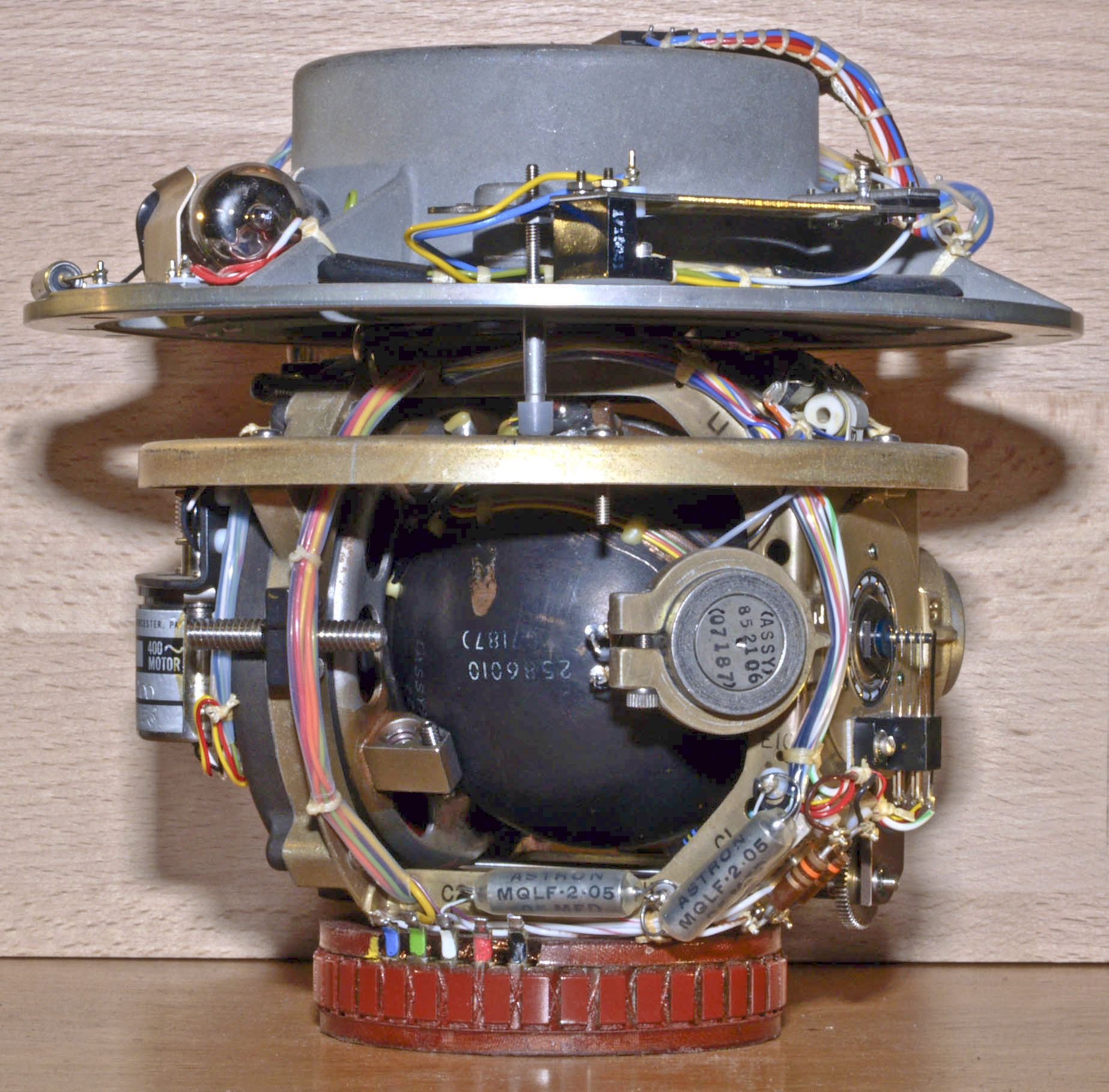
Ein Gyroskop aus einem Flugzeug

- In Pkw können Gyrometer Richtungsänderungen genauer messen, als es über die Radstellung möglich ist. Zusammen mit der Messung der zurückgelegten Strecke ist eine recht genaue Positionsbestimmung möglich (Koppelnavigation), die schon heute in manchen GPS-Navigationsanlagen die Anzeige fortführt, wenn die Satellitensignale (etwa im Tunnel) ausfallen. Diese enthalten meist einen Vibrationskreisel.
- In vielen Smartphones, aber auch Tablets sind Gyroskopsensoren enthalten. Sie dienen auch hier zur weiteren Navigation, wenn das GPS-System ausgefallen ist. Aber auch für Spieleapps (z. B. für die Bewegung von Figuren) werden sie genutzt.
- Bei der Odometrie des europäischen Zugbeeinflussungssystems ETCS kommen teilweise auch Gyroskope zum Einsatz.

Bei jedem Kreiselsystem würde aber über längere Zeiträume jede kleine Unwucht zu einer anwachsenden Kreiseldrift führen, die insbesondere im Flugwesen sehr störend wäre. Daher entwickelt man magnetgestützte Gyrosyn-Geräte, welche die Richtungsmessung auch über längere Zeit stabilisieren.
- In jedem Flugzeug-Cockpit befinden sich in aller Regel mehrere Kreiselinstrumente:
  - Der künstliche Horizont zeigt dem Piloten eine Linie, die vor dem Start horizontal ausgerichtet wird. Während des Fluges hält der Horizontkreisel infolge seiner Achsenstabilität diese Linie in der Horizontalen, auch wenn sich das Flugzeug nach vorn, hinten oder zur Seite neigt. Damit kann man im Cockpit die räumliche Lage des Flugzeugs bestimmen, auch wenn Dunkelheit, Wolken oder flugbahnbedingte Fliehkräfte eine unmittelbare visuelle Orientierung erschweren (siehe Instrumentenflug)
  - Der Wendezeiger ermöglicht einen genau kontrollierten Kurvenflug.
  - Der Kurskreisel ermöglicht die Einhaltung der Flugrichtung.
- Weitere Kreiselsysteme befinden sich im Flugzeugrumpf und sind dort meist zu einem INS (Trägheitsnavigation) zusammengefasst. Diese dienen der Steuerung des Autopiloten und der Anzeige von Lage- und Richtungsabweichungen auf den Computermonitoren im Cockpit.
- Kreiselinstrumente in Kampfschiffen oder Panzern ermöglichen die präzise Ausrichtung der Geschütze auf die angepeilten Ziele trotz Wellengang oder Unebenheiten des Geländes.

Lageregelung ist auch in anderen Bereichen von Bedeutung (wobei Gyroskop hier auch für Drehratensensoren stehen kann, welche nicht tatsächlich auf Kreiseln basieren):
- Bei Eisenbahnwagen mit Neigetechnik liefern Gyroskope die Sensordaten für die Komfortsteuerung.
- Bei Modellflugzeugen und -hubschraubern werden Gyroskope eingesetzt, um eine oder mehrere Achsen gegen Wind oder gegen Nebeneffekte der Steuerung zu stabilisieren, weil diese andernfalls nur schwer steuerbar sind. Dabei kamen anfangs mechanische Kreisel zur Anwendung, mittlerweile werden Piezo- oder SMM-Sensoren (Silicon Micro Machine) eingesetzt; in beiden Fällen werden die Steuerkorrekturen über integrierte Mikrocontroller direkt im Flugmodell errechnet.
- Bei Flugzeugträgern wird zur Stabilisation des Anflugleitstrahls ebenfalls eine gyroskopisch gelagerte Konstruktion verwendet, um die Wellenbewegungen des Schiffes nicht auf den Strahl zu übertragen.
- Torpedos oder unbemannte Fluggeräte wie z. B. ballistische Raketen benötigen keinen künstlichen Horizont. Stattdessen wird ein Kreiselinstrument direkt an die Steuerung angeschlossen, was erstmals bei der A4 (V2-Rakete) im Zweiten Weltkrieg geschah. Die Kreiselsteuerung dient dazu, unerwünschte Einflüsse wie die Abdrift durch Wind oder Unregelmäßigkeiten im Antrieb zu kompensieren, um die programmierte Flugbahn einzuhalten. Sie ist heute meist Teil eines inertialen Navigationssystems (INS).
- In der Raumfahrt dienen Kreisel zur Lageregelung: Hierbei stabilisieren sich im fast kräftefreien Raum das Trägheitsrad und das Reaktionsrad selbst. Messtechnische Aspekte spielen dabei nur eine sekundäre Rolle. Das bisher präziseste und technisch anspruchsvollste Kreiselinstrument wurde für den im April 2004 gestarteten Gravity-Probe-Satelliten konstruiert, dessen erste Ergebnisse im April 2007 bekannt wurden.
- Ebenfalls zum Einsatz kommen Gyroskope in kreiselstabilisierten Ferngläsern, bei denen das Kreiselinstrument eine Beobachtung auch von Schnellbooten oder aus Helikoptern bzw. Kraftfahrzeugen heraus ermöglicht.
- Die BMW S 1000 RR nutzt ebenfalls zwei Gyroskope zum Einsetzen der Dynamic Traction Control (kurz DTC).
- 2009 kamen Gyroskope in Nintendos Erweiterung Wii Motion Plus erstmals in der Unterhaltungsindustrie zum Einsatz.
- Auch der „PlayStation 3 Move Controller“ verwendet einen gyroskopischen Sensor.
- Bereits in den 1970er Jahren hat der Kameramann Jost Vacano die sogenannte ‚Joosticam‘ entwickelt, eine Art Steadicam, mit der er auch den Film Das Boot drehte. Diese Technik findet z. B. Anwendung in der On-board-Kamera in der FIM-Motorradweltmeisterschaft und wurde erstmals auf dem Sachsenring am Motorrad von Valentino Rossi eingesetzt.
- Gyroskopische Übungsgeräte nutzen den Kreiseleffekt zum Training des Handgelenks, bei welchem man durch entsprechende Handbewegungen versucht, den Kreisel zu beschleunigen und mit wachsender Drehzahl der Kreiselkraft entgegenzuwirken.
- Kreiselmesszelle zur Gewichtsermittlung (Kreiselwaage) zur hochgenauen Verwägung mit einer Genauigkeit von bis zu 1.000.000 Teilen.[4]